# خط (فیلم ۲۰۰۹)
خط (به انگلیسی: La Linea) فیلمی محصول سال ۲۰۰۹ و به کارگردانی جیمز کوتن است. در این فیلم بازیگرانی همچون ری لیوتا، اَندی گارسیا، جوردی ویلاسو، آسای مورالس، ولری کروز، بروس دیویسن، کوین گیج، دنی ترخو، گری دنیلز، جو مورتون و آرماند آسانته ایفای نقش کرده‌اند.